# 1978 en Saskatchewan
Chronologie de la Saskatchewan
- 1974
- 1975
- 1976
- 1977
- 1978
- 1979
- 1980
- 1981
- 1982

Cette page concerne des événements d'actualité qui se sont produits durant l'année 1978 dans la province canadienne de la Saskatchewan.

## Politique
- Premier ministre : Allan Blakeney
- Chef de l'Opposition :
- Lieutenant-gouverneur : George Porteous puis Irwin McIntosh
- Législature :

## Événements
- 18 octobre : élection générale saskatchewanaise.

## Naissances

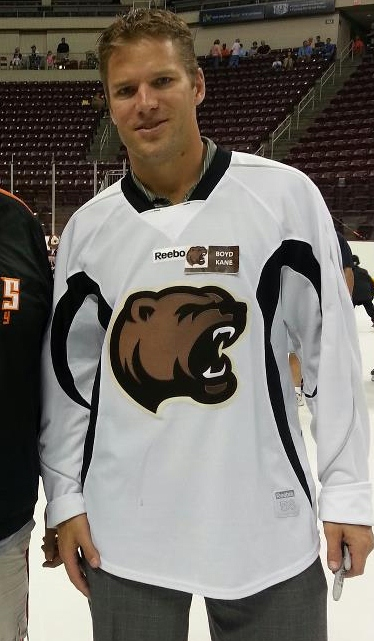
Boyd Kane

- 10 mars : Jesse Wallin, né à Saskatoon, est un ancien joueur professionnel de hockey sur glace de la Ligue nationale de hockey.

- 18 avril : Boyd Kane (né à Swift Current) est un joueur professionnel de hockey sur glace canadien[1].

- 10 juillet : Victoria Bidewell est une actrice canadienne née à Saskatoon. Elle est connue pour ses rôles dans  Aliens vs. Predator: Requiem (2007) et Charlie, les filles lui disent merci  (2007).

- 12 août : Hayley Wickenheiser (née à Shaunavon) est une joueuse de hockey sur glace canadienne, membre de l'équipe du Canada de hockey sur glace féminin. Elle est la cousine du défunt Doug Wickenheiser.

- 16 août : Cory Sarich (né à Saskatoon) est un joueur professionnel de hockey sur glace canadien[2].